# Eric Traoré
Eric Traoré (Uagadugú, Burkina Faso, 21 de mayo de 1996) es un futbolista burkinés. Su posición es la de mediocampista y su club es el ENPPI Club de la Premier League de Egipto.

## Selección nacional

### Participaciones en Copas de África
| Copa                           | Sede    | Resultado    |
| ------------------------------ | ------- | ------------ |
| Copa Africana de Naciones 2021 | Camerún | Cuarto lugar |

## Estadísticas

### Clubes
Actualizado al último partido jugado el 6 de mayo de 2022.
| Aswan SC · Egipto | 1.ª           | 2015-16       | 17  | 4  | 1  | 0 | —  | — | 18  | 4  | 0,22 |
| Aswan SC · Egipto | Total club    | Total club    | 17  | 4  | 1  | 0 | 0  | 0 | 18  | 4  | 0,22 |
| Misr Lel Makkasa Club · Egipto | 1.ª           | 2016-17       | 28  | 7  | 2  | 0 | —  | — | 30  | 7  | 0,23 |
| Misr Lel Makkasa Club · Egipto | 1.ª           | 2017-18       | 32  | 4  | 1  | 0 | —  | — | 33  | 5  | 0,15 |
| Misr Lel Makkasa Club · Egipto | 1.ª           | 2018-19       | 13  | 4  | 2  | 1 | —  | — | 15  | 5  | 0,33 |
| Misr Lel Makkasa Club · Egipto | Total club    | Total club    | 73  | 15 | 5  | 1 | 0  | 0 | 78  | 16 | 0,21 |
| Pyramids F. C. · Egipto | 1.ª           | 2018-19       | 15  | 8  | 4  | 2 | —  | — | 19  | 10 | 0,53 |
| Pyramids F. C. · Egipto | 1.ª           | 2019-20       | 22  | 3  | 1  | 0 | 11 | 5 | 34  | 8  | 0,24 |
| Pyramids F. C. · Egipto | 1.ª           | 2020-21       | 30  | 3  | 2  | 0 | 13 | 1 | 45  | 4  | 0,09 |
| Pyramids F. C. · Egipto | 1.ª           | 2021-22       | 11  | 0  | —  | — | 9  | 0 | 20  | 0  | 0    |
| Pyramids F. C. · Egipto | Total club    | Total club    | 78  | 14 | 7  | 2 | 33 | 6 | 118 | 22 | 0,19 |
| Total carrera | Total carrera | Total carrera | 168 | 33 | 13 | 3 | 33 | 6 | 214 | 42 | 0,20 |
| (1) Incluye datos de Copa de Egipto. (2) Incluye datos de Liga de Campeones de la CAF. (3) No incluye goles en partidos amistosos. |               |               |     |    |    |   |    |   |     |    |      |

### Selección nacional
Actualizado al último partido jugado el 5 de febrero de 2022.
| Selección             | Año   | Eliminatorias | Eliminatorias | Eliminatorias | Continental(1) | Continental(1) | Continental(1) | Mundial(2) | Mundial(2) | Mundial(2) | Amistosos | Amistosos | Amistosos | Total | Total | Total  | Media goleadora |
| Selección             | Año   | Part.         | Goles         | Asist.        | Part.          | Goles          | Asist.         | Part.      | Goles      | Asist.     | Part.     | Goles     | Asist.    | Part. | Goles | Asist. | Media goleadora |
| --------------------- | ----- | ------------- | ------------- | ------------- | -------------- | -------------- | -------------- | ---------- | ---------- | ---------- | --------- | --------- | --------- | ----- | ----- | ------ | --------------- |
| Absoluta Burkina Faso |       |               |               |               |                |                |                |            |            |            |           |           |           |       |       |        |                 |
| 2014                  | —     | —             | —             | 2             | 0              | 0              | —              | —          | —          | —          | —         | —         | 2         | 0     | 0     | 0      |                 |
| 2015                  | —     | —             | —             | —             | —              | —              | —              | —          | —          | 1          | 0         | 0         | 1         | 0     | 0     | 0      |                 |
| 2019                  | —     | —             | —             | 2             | 0              | 0              | —              | —          | —          | 1          | 0         | 0         | 3         | 0     | 0     | 0      |                 |
| 2020                  | —     | —             | —             | 1             | 0              | 0              | —              | —          | —          | 2          | 1         | 0         | 3         | 1     | 0     | 0,33   |                 |
| 2021                  | 3     | 0             | 0             | —             | —              | —              | —              | —          | —          | 2          | 0         | 0         | 5         | 0     | 0     | 0      |                 |
| 2022                  | —     | —             | —             | 1             | 0              | 0              | —              | —          | —          | —          | —         | —         | 1         | 0     | 0     | 0      |                 |
| Total                 | 3     | 0             | 0             | 6             | 0              | 0              | 0              | 0          | 0          | 6          | 1         | 0         | 15        | 1     | 0     | 0,07   |                 |
| Total                 | Total | 3             | 0             | 0             | 6              | 0              | 0              | 0          | 0          | 0          | 6         | 1         | 0         | 15    | 1     | 0      | 0,07            |